# Ukrzyżowanie świętego Piotra (obraz Caravaggia)
Ukrzyżowanie świętego Piotra (wł. Crocifissione di san Pietro) – obraz olejny włoskiego malarza Caravaggia z 1600–1601, przedstawiający scenę męczeńskiej śmierci Piotra Apostoła, znajdujący się w bazylice Santa Maria del Popolo w Rzymie.

## Opis
We wrześniu 1600 roku Caravaggio otrzymał zamówienie złożone przez skarbnika papieża Klemensa VIII Tiberio Cerasiego na dwa obrazy do kaplicy w kościele Santa Maria del Popolo w Rzymie. Dzieła miały przedstawiać męczeństwo pierwszego papieża oraz nawrócenie Apostoła Narodów. Malarz zrezygnował z przedstawienia jakiegokolwiek szczegółu tła wydarzeń, skupiając się na samych postaciach. Ukrzyżowanie przedstawia Piotra głową w dół i trzech oprawców.
Obraz namalowany na płótnie o wymiarach 230 × 175 centymetrów, podobnie jak Nawrócenie w drodze do Damaszku zdobi kaplicę Cerasich w bazylice Santa Maria del Popolo przy Piazza del Popolo w Rzymie.